# 다카바야시 다카시
다카바야시 다카시(일본어: 高林 隆, 1931년 8월 2일 ~ 2009년 12월 27일)는 일본의 전직 축구 선수로 선수 시절 포지션은 미드필더였다.

## 선수 시절

### 클럽
1931년 8월 일본 사이타마현 사이타마시에서 태어나 카스카베 고등학교, 릿쿄 대학을 거쳐 1954년 다나베 미츠비시 파르마에 입단하여 1958년까지 활동했고 이후 1959년 오사카 SC로 이적하여 1961년까지 활동했다.

### 국가대표팀
릿쿄 대학에 재학 중이던 1954년 일본 A대표팀에 처음으로 발탁되어 그 해 3월 14일 열린 대한민국과의 1954년 FIFA 월드컵 아시아 지역 예선에서 국제 A매치 데뷔전을 치렀고 이후 1954년 아시안 게임에 출전하여 2골을 기록했으며 1956년 하계 올림픽 출전 명단에 이름을 올렸으나 출전 기회를 부여받지 못했다.
그리고 1958년 아시안 게임 2경기에 출전하였으나 C조 조별리그에서 각각 필리핀과 홍콩에게 패하며 2전 전패로 탈락의 고배를 마셨고 1958년 아시안 게임 이후 A매치 통산 9경기 2골의 성적을 남기고 은퇴했으며 2009년 12월 27일 자신의 고향인 사이타마시에서 심부전으로 78년간의 생애를 마감했다.

## 통계
| 일본 | 일본 | 일본 |
| 연도 | 출전 | 득점 |
| ---- | ---- | ---- |
| 1954 | 3    | 2    |
| 1955 | 5    | 0    |
| 1956 | 0    | 0    |
| 1957 | 0    | 0    |
| 1958 | 1    | 0    |
| 통산 | 9    | 2    |